# آفریقای جنوبی
آفریقای جنوبی (به انگلیسی: South Africa) با نام رسمی جمهوری آفریقای جنوبی (به انگلیسی: Republic of South Africa (RSA)) کشوری در جنوب آفریقا و در سواحل دو اقیانوس اطلس و هند است. این کشور با جمعیتی برابر ۶۳ میلیون نفر چهارمین کشور پر جمعیت در آفریقای جنوب صحرا (sub-saharan africa) است.
آفریقای جنوبی دو کشور لسوتو و اسواتینی را در دل خود جای داده است به گونه‌ای که کشور لسوتو در درون آفریقای جنوبی محصور شده و تنها با آفریقای جنوبی مرز مشترک دارد ولی کشور اسواتینی با اینکه در آفریقای جنوبی جای گرفته اما از سوی خاور با کشور موزامبیک مرز مشترک دارد.
آفریقای جنوبی همچنین از سوی شمال خاوری با زیمبابوه و از شمال با بوتسوانا و از شمال باختری با نامبیا و از سوی خاور با موزامبیک مرز مشترک دارد.
آفریقای جنوبی در دو سوی خود به دو اقیانوس هند و اطلس می‌رسد به گونه‌ای که از جنوب خاوری با اقیانوس هند و از سوی جنوب باختری به اقیانوس اطلس پیوند می‌خورد.
این کشور سه پایتخت گوناگون دارد: قوهٔ مجریه در پرتوریا، پارلمان در کیپ تاون، و قوهٔ قضائیه در بلوم فونتین مستقر است. پرجمعیت‌ترین شهر این کشور ژوهانسبورگ (با جمعیتی نزدیک به شش میلیون تن) است.
جمهوری آفریقای جنوبی به سه دلیل تکاملی متفاوت را نسبت به دیگر کشورهای آفریقایی تجربه کرده است. اول اینکه مهاجرت از اروپا کمی بعد از این‌که کمپانی هند شرقی هلند ایستگاهی در مکان امروزی کیپ تاون ایجاد کرد، آغاز شد. دومین اهمیت راهبردی آبراه کیپ است که با بسته شدن کانال سوئز در طی جنگ ۶ روزه اهمیت آن بیشتر مسجل شد و مورد سوم این که منابع کانی غنی این منطقه باعث اهمیت بیشتر این کشور در میان کشورهای غربی به ویژه در اواخر سدهٔ نوزدهم شد که بعدها در دوران جنگ سرد اهمیت بیشتری پیدا کرد.
به دلیل مهاجرت آفریقای جنوبی از لحاظ نژادی بسیار متنوع است. بزرگ‌ترین جمعیت‌های دورگه و اروپایی و هندی در آفریقا در این کشور مستقر هستند. سیاه‌پوستان ۸۰٫۹ درصد مردم این کشور را تشکیل می‌دهند و از این رو بزرگ‌ترین گروه نژادی این کشورند. سفید پوستان با جمعیتی برابر ۷٫۸ درصد کل اقلیت نژادی در این کشور هستند. بیشینهٔ مردم این کشور مسیحی‌اند ولی گروه اندکی از مسلمانان (نزدیک به دو درصد جمعیت کل) نیز در آن زندگی می‌کنند.
درگیری‌های نژادی میان اقلیت سفیدپوستان و سیاهپوستان اکثریت در تاریخ و سیاست آفریقای جنوبی نقش مهمی را بازی کرده است و به دوره تاریخی آپارتاید در آفریقای جنوبی منجر شده است که در سال ۱۹۴۸ توسط حزب ملی آفریقای جنوبی تأسیس شد. اگر چه از قبل جداسازی نژادی در این کشور وجود داشت. قوانینی که آپارتاید را تعریف می‌کردند در سال ۱۹۹۱ به تدریج توسط حزب ملی لغو شدند و این به دلیل درگیری‌های خشونت‌آمیز بود که باعث تحریم‌های بین‌المللی اقتصادی از سوی جامعهٔ بین‌المللی می‌شد. این منازعات بین اکثریت سیاهپوستان و بسیاری از سفید پوستان، رنگین پوستان و هندیان اتفاق می‌افتاد.
این کشور از معدود کشورهای آفریقایی است که در آن هرگز کودتا نشده و انتخابات منظم در طول یک سده گذشته در آن برگزار شده است. با این حال اکثریت سیاهپوستان تا سال ۱۹۹۴ دارای حق رای نبودند. این کشور از اعضای بنیان‌گذار اتحادیه آفریقا است و دومین اقتصاد بزرگ را در میان اعضای آن دارد. سازمان ملل، اتحادیه کشورهای همسود، سازمان تجارت جهانی، صندوق بین‌المللی پول، گروه ۷۷ و گروه ۲۰ از دیگر سازمان‌های بین‌المللی است که آفریقای جنوبی در آن‌ها عضویت دارد. جمهوری آفریقای جنوبی همچنین پس از رفع آپارتاید، در سال ۱۹۹۴ به جنبش عدم تعهد پیوست.
نظام سیاسی این کشور مردم‌سالاری پارلمانی است اما پست ریاست دولت و ریاست کشور در یک رئیس‌جمهور منتخب پارلمان ادغام شده است. پارلمان این کشور از دو مجلس تشکیل می‌شود، مجلس شورای ملی استان‌ها و شورای ملی.
آفریقای جنوبی ۱۱ زبان رسمی دارد؛ ۹ زبان از زبان‌های آفریقایی خانوادهٔ بانتو و دو زبان اروپایی؛ یکی زبان آفریکانس که از هلندی ریشه گرفته و زبان اکثریت سفیدپوستان و دورگه‌های این کشور است و دیگری زبان انگلیسی که در تجارت و عرصهٔ عمومی استفاده زیادی دارد، اما فقط پنجمین زبان پرگویشور در خانه‌هاست.
از آفریقای جنوبی به‌عنوان ملت رنگین‌کمان یاد می‌شود، این اصطلاح را نخستین بار اسقف اعظم دسموند توتو به کار برد و بعدها رئیس‌جمهور آفریقای جنوبی، نلسون ماندلا از آن به عنوان استعاره‌ای برای توصیف پیشرفت‌های جدید تنوعات فرهنگی نشات گرفته از ایدئولوژی آپارتاید استفاده کرد. آفریقای جنوبی میزبان جام جهانی ۲۰۱۰ بود و این نخستین بار بود که این تورنمنت در آفریقا برگزار شد.
این کشور در زمان آپارتاید با ایران روابط نزدیکی داشت و صادرکننده نفت، الماس، طلا، نقره، پنبه ،سلاح و اورانیوم و وارد کنندهٔ نوشیدنی‌های مختلف از بود. پس از انقلاب ۵۷ ایران به جنبش تحریم آفریقای جنوبی پیوست و این دو کشور قطع رابطه کردند. پس از رفع آپارتاید در سال ۱۹۹۴ میلادی روابط این دو کشور ادامه یافت.
این کشور اتشفشان‌های زیادی نیز دارد.

## تاریخ

### گذشته‌های دور
آفریقای جنوبی دارای تعدادی از قدیمی‌ترین آثار باستانی موجود در قاره آفریقا است. سنگوارههای بسیاری در غارهای استرک‌فونتین(استرک‌فونتین)، کرومدرای(Kromdraai)و ماکاپانسگات(Makapansgat) وجود دارند که نشان می‌دهند که جنوبی‌کپی‌آسا(جنوبی‌کپی‌آسا) از سه میلیون سال پیش در آنجا حضور داشته‌اند. همچنین نمونه‌های گوناگونی از انسان‌های اولیه که شامل انسان ماهر، انسان راست‌قامت و انسان امروزی یعنی انسان خردمند می‌شود در آن جا یافت شده است.

### ورود اروپایی‌ها
تاریخ نوشتاری آفریقای جنوبی با شرح دریانوردان اروپایی که از راه‌های بازرگانی هند شرقی می‌گذشتند آغاز می‌شود. نخستین دریانورد اروپایی که موفق شد از این آبراه گذر کند، کاوشگر پرتغالی بارتلومیو دیاس در سال ۱۴۸۸ میلادی بود. او هنگام بازگشت به لیسبون مکانی را که کشف کرده بود «دماغه طوفان‌ها» نامید، اما هنری دریانورد، که پشتیبان مالی دیاس بود، نام آن را به «دماغه امید نیک» که اشاره‌ای به راهی برای رسیدن به سرزمین هند بود، تغییر داد.

### فعالیت هلندی‌ها
رخ دادن تعدادی سانحه دریایی که در ساحل آفریقای جنوبی رخ داد، علاوه بر نوشته‌های دریانوردان ابتدایی، شرح‌های نجات یافتگان سوانح دریایی اولین شرح‌های کتبی تاریخ این کشور هستند. دو سده پس از سال ۱۴۸۸ میلادی به بعد تعدادی از گروه‌های ماهیگیری که شامل دریانوردان پرتغالی می‌شدند، در ساحل ساکن شدند ولی شرح کتبی از آن‌ها باقی نمانده است. در سال ۱۶۵۳، جان ون ریسبک به نمایندگی کمپانی هند شرقی هلند محلی برای تهیه خواربار در دماغه امید نیک (آرزوی خوب) تأسیس کرد. در سده‌های ۱۷ و ۱۸ میلادی این جمعیت هلندی به آرامی بیشتر شد و سرانجام ساکنان هلندی مردم شوسا واقع در منطقه رودخانه ماهی را دیدند و پس از آن جنگهایی به نام جنگهای مرزی کیپ به دلیل تصاحب زمین و دام شکل گرفت.
برای رفع کمبود نیروی کار کیپ از اندونزی، ماداگاسکار و هند بردگانی آورده شدند. علاوه بر این، رهبران دردسر سازی که اغلب از اشراف بودند از مستعمرات هلند به آفریقای جنوبی تبعید شدند. این گروه از بردگان سرانجام جمعیتی را تشکیل دادند که اکنون به عنوان مالایی‌های کیپ شناخته می‌شوند. آن‌ها از سوی استعمارگران اروپایی اغلب دارای مقام اجتماعی بهتری محسوب شده‌اند و همچنین صاحب زمین نیز شدند و با توسعه آپارتاید، زمین‌های خود را از دست دادند.
بسیاری از نوادگان این برده‌ها که اغلب با ساکنان هلندی ازدواج کردند بعدها با بازماندگان خوی‌خوی به عنوان رنگین‌پوستان کیپ در یک رده قرار گرفتند. با ادغام بیشتر در بین جمعیت رنگین پوستان کیپ و مردم شوسا و دیگر مردم آفریقای جنوبی حال آن‌ها حدود ۵۰ درصد از کیپ غربی را دربرگرفته‌اند.

### ورود بریتانیا
امپراتوری بریتانیا، دماغه امید نیک را برای مرتبط نمودن راه بر روی هند و استرالیا در سال ۱۷۹۷ فتح نمود. کمپانی هند شرقی هلند ورشکسته شد و بریتانیای کبیر مستعمره کیپ را در سال ۱۸۰۵ به خود اضافه کرد. بریتانیا جنگ‌های مرزی علیه شوسا را ادامه داد و مرز شرقی را از طریق قلعه‌هایی که در طول رودخانه ماهی ساخته بود و استحکام بخشیدن آن از طریق حمایت از اسکان بریتانیایی‌ها بیشتر به سمت شرق کشانید. به دلیل فشار جوامعی که خواستار لغو برده‌داری بودند، مجلس عوام بریتانیا تجارت جهانی برده خود را در سال ۱۸۰۶ و سپس برده داری را در تمامی مستعمره‌های خود در سال ۱۸۳۳ لغو کرد.

### جنگهای بوئر
کشف الماس در سال ۱۸۶۷ و طلا در سال ۱۸۸۶ مشوق جدی رشد اقتصادی و مهاجرت گسترده و منجر به تضعیف وضعیت بومیان آفریقایی شد. بوئرها با موفقیت در مقابل دست‌درازیهای بریتانیا در طول جنگ اول بوئر (۱۸۸۰ تا ۱۸۸۱) مقاومت کردند و از تاکتیک‌هایی استفاده کردند که مناسب با شرایط محلی بود؛ مثلاً بوئرها لباسهای خاکی رنگی می‌پوشیدند که همرنگ با زمین بود و در حالی‌که سربازان بریتانیایی یونیفرم‌های رنگ قرمز روشن می‌پوشیدند که آن‌ها را هدف‌های آسانی برای تیراندازان ماهر بوئری می‌ساخت. بریتانیایی‌ها با تعداد نفرات بیشتر و بدون لباسهای قرمز دوباره به جنگ برگشتند و در جنگ دوم بوئر (۱۸۹۹ تا ۱۹۰۲) شرکت کردند. تلاش بوئرها برای اتحاد با آلمانی‌های آفریقای جنوب غربی بهانه‌ای دیگر دست بریتانیایی‌ها داد تا کنترل جمهوری بوئر را نهایتاً به دست گیرند.

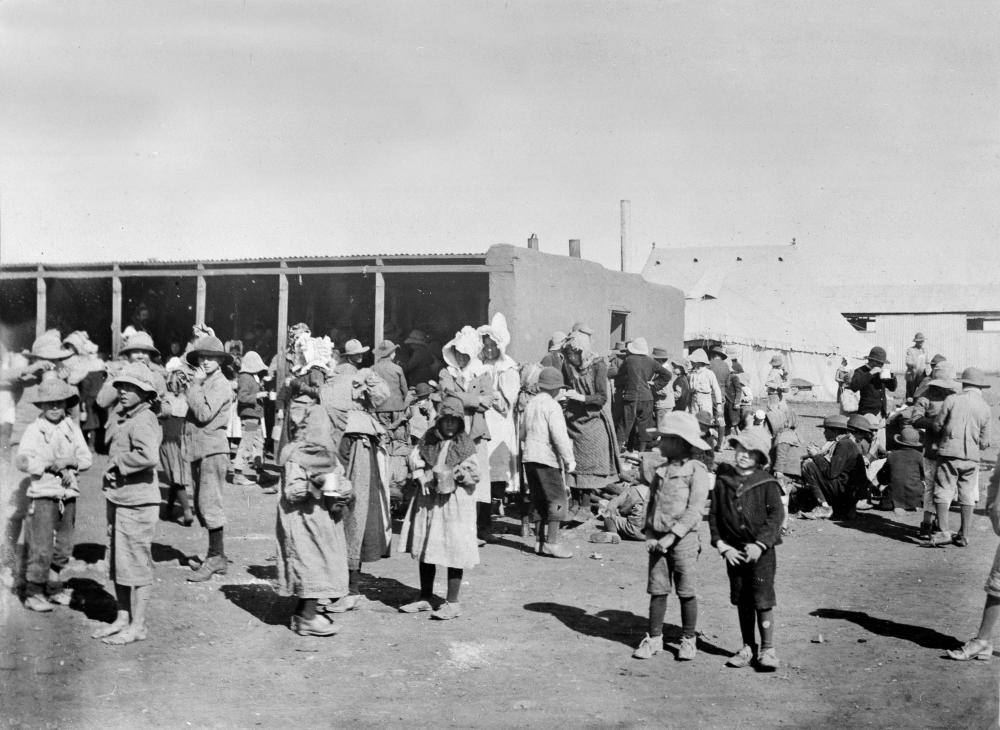
زنان و بچه‌های بوئرید در اردوگاه‌های کار اجباری بریتانیایی.

در جنگ دوم بوئر، بوئرها به شدت مقاومت کردند ولی عاقبت بریتانیا توانست نیروهای آن‌ها را شکست دهد و از تعداد نفرات بیشتر خود و کمک‌های خارجی و اردوگاه‌های کار اجباری و همچنین تاکتیک جنجال‌برانگیز زمین سوخته به خوبی استفاده کند. قرارداد ورنیگینگ حاکمیت مطلق بریتانیا بر جماهیر آفریقای جنوبی را تصریح کرد و دولت بریتانیای کبیر موافقت کرد تا بدهی سه میلیون پوندی دولتهای آفریقایی را که به دلیل جنگ تحمیل شده بود، بپردازد. یکی از مفاد اصلی این قرار داد که جنگ را به اتمام می‌رساند این بود که سیاهان بجز در مستعمره کیپ، حق رای ندارند.
بعد از چهار سال مذاکره اتحادیه آفریقای جنوبی از مستعمره کیپ و استان کوازولوناتال و همچنین جمهوری‌های منطقه آرنج فری و ترانسوال در ۳۱ ماه مه سال ۱۹۱۰ دقیقاً ۸ سال پس از پایان جنگ دوم بوئر تشکیل شد. این اتحادیه نوعی حکومت سلطنتی بود. در سال ۱۹۳۴ حزب آفریقای جنوبی و حزب ملی آفریقای جنوبی برای تشکیل حزب متحد آفریقای جنوبی و به دنبال آشتی بین آفریقایی‌ها و سفید پوستانِ انگلیسی‌زبان ادغام شدند؛ ولی اتحادیه به دلیل ورود به جنگ جهانی دوم به عنوان متحد بریتانیا از هم پاشید. حرکتی که حزب ملی به شدت مخالف آن بود.

### تبعیض نژادی در سالهای پس از جنگ جهانی دوم

پرچم اتحادیه آفریقای جنوبی بر روی نقشه وسعت جغرافیایی آن در ترکیب سه پرچم درونی از کشورهای خارجی

در سال ۱۹۴۸ حزب ملی آفریقای جنوبی از طریق رای‌گیری به قدرت رسید و آغاز به انجام یک رشته قوانین مبنی بر جداسازی نژادی که به نام «آپارتاید» شناخته می‌شود، کرد. این تبعیض در مورد ثروت به دست آمده از صنعتی سازی سریع دهه‌های ۵۰، ۶۰ و ۷۰ میلادی نیز به کار رفت. در حالی که اقلیت سفیدپوستان از بالاترین استاندارد زندگی قاره آفریقا، که برابر سطح زندگی در کشورهای غربی جهان اول بود، برخوردار گشته بودند، اکثریت سیاه‌پوستان از لحاظ هرگونه استانداردی همچون درآمد، تحصیل و حتی ورود به ادارات دولتی مورد تبعیض قرار داشتند.
دولت برآمده از آپارتاید، میان یک سیاه‌پوست، هندی یا رنگین‌پوست آفریقای جنوبی به مانند مردم کشورهایی همچون غنا و تانزانیا فرقی قائل نبود و با تمامی آن‌ها به عنوان شهروند درجه آخر رفتار می‌کرد.

### آزادی ماندلا و انتخابات آزاد
آپارتاید نژادی روز به روز در جهان باعث جنجال بیشتر می‌شد که به تحریم‌های خارجی کشورهای غربی و شورش و سرکوبهای داخلی انجامید. از سرکوب شدید توسط دولت متشکل از سفیدپوستان و مقاومت، اعتصاب، راهپیمایی، اعتراض و خرابکاری توسط احزاب ضد آپارتاید به‌ویژه کنگره ملی آفریقا (ANC) دیر زمانی ادامه یافت. در سال ۱۹۹۰ دولت حزب ملی نخستین گام برای مذاکره کناره‌گیری از قدرت را با لغو ممنوعیت کنگره ملی آفریقا و دیگر نهادهای سیاسی چپ‌گرا برداشت و نلسون ماندلا را بعد از ۲۷ سال زندان آزاد کرد. قوانین آپارتاید به تدریج از کتاب‌های قانون حذف شدند و اولین انتخابات چند نژادی در سال ۱۹۹۴ برگزار شد. حزب ANC با اکثریت آرا پیروز انتخابات شد و از آن زمان تاکنون قدرت را در دست داشته است.
میلیون‌ها نفر از مردم آفریقای جنوبی که اکثراً سیاهپوست هستند، همچنان در فقر و حاشیه شهرها زندگی می‌کنند. بسیاری این امر را میراث رژیم آپارتاید می‌دانند و همچنین بسیاری این فقر را ناشی از ناکامی دولت اخیر در مقابله با موضوعات اجتماعی می‌دانند. البته دیگر عوامل را از جمله ضعف در قوانین مالی و پولی دولت، برای تضمین تقسیم ثروت و رشد اقتصادی را نیز مقصر می‌دانند. به هر حال سیاست مسکن ANC در شرایط زندگی بسیاری از طریق تغییر جهت هزینه‌های مالی و پیشرفت سیستم جمع‌آوری مالیات بهبود حاصل کرده است.

## سیاست

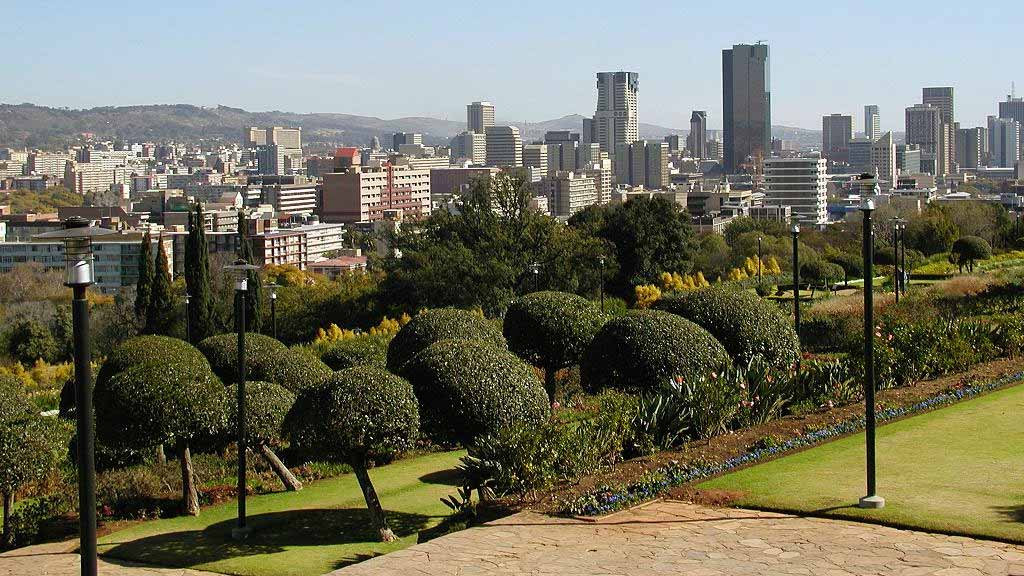
بخش مرکزی پروتوریا، پایتخت اجرایی آفریقای جنوبی

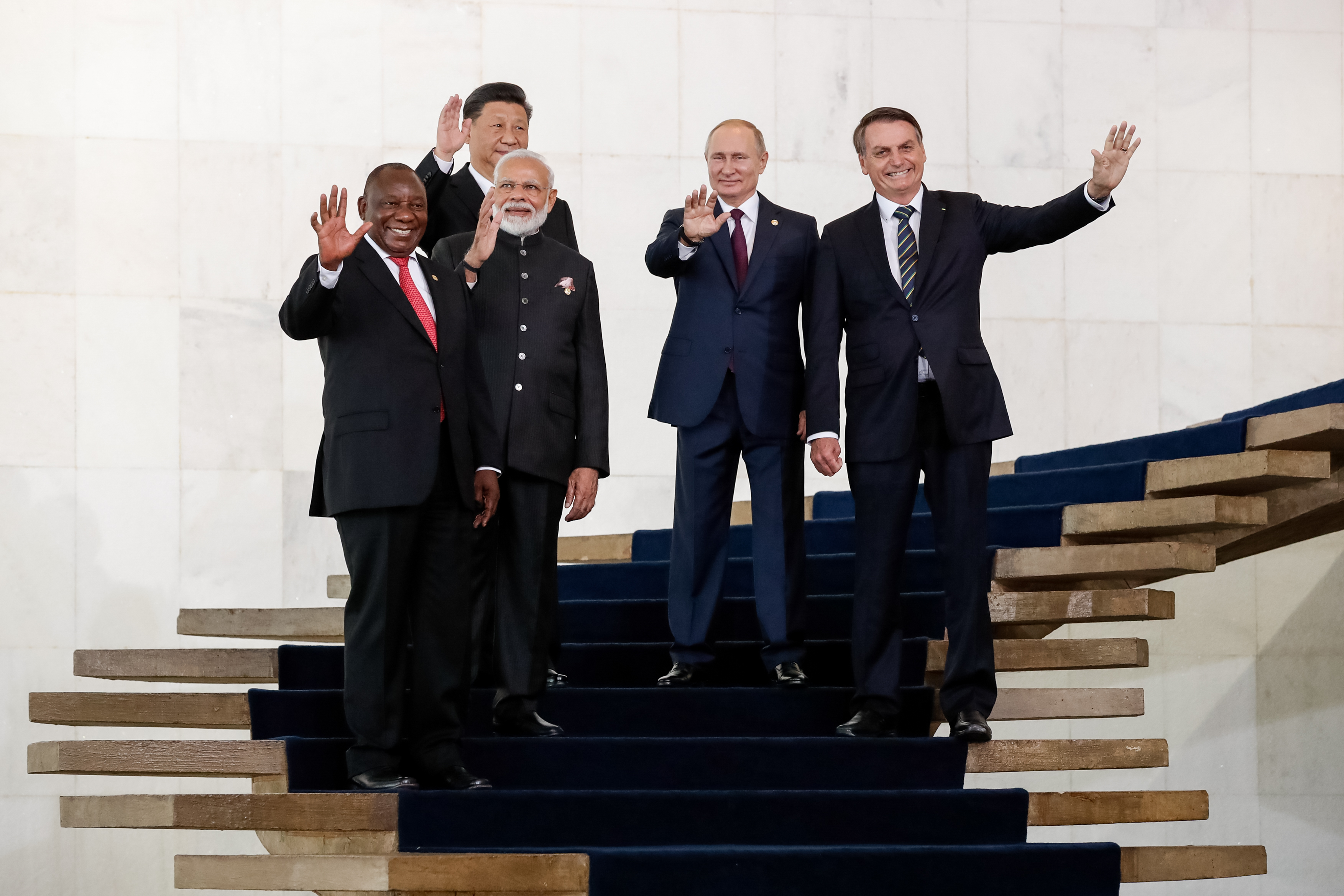
سیریل راماپوسا رئیس‌جمهور آفریقای جنوبی میان اعضای گروه بریکس

آفریقای جنوبی دو مجلس دارد: مجلس شورای ملی استان‌ها (یا مجلس اعیان) با ۹۰ عضو و شورای ملی با ۴۰۰ عضو. اعضای مجلس عوام برحسب جمعیت انتخاب می‌شوند. نصف اعضا از طریق لیست ملی و نصف دیگر از طریق لیست استان‌ها انتخاب می‌شوند. ۱۰ عضو برای نمایندگی هر استان در شورای انتخابات بدون توجه به جمعیت آن استان انتخاب می‌شود. هر دو مجلس هر ۵ سال یک بار برگزار می‌شود. دولت در مجلس عوام تشکیل می‌شود و رهبر حزب اکثریت در مجلس ملی رئیس‌جمهور می‌شود.
کنگره ملی آفریقا (ANC) در سیاست آفریقای جنوبی پیشرو است و در آخرین انتخابات عمومی سال ۲۰۰۴ ۶۹٫۷ درصد آرا و ۶۶٫۳ درصد آرای انتخابات شهرداری ۲۰۰۶ را به دست آورد. مهم‌ترین چالش در مقابل ANC حزب متحد دمکرات‌ها است که در انتخابات ۲۰۰۴ و ۲۰۰۶ به ترتیب ۱۲٫۴ و ۱۴٫۸ درصد آرا را به دست آورد. رهبر این حزب تونی لئون است. حزب پیشرو قبلی یعنی حزب ملی جدید که آپارتاید را از طریق سلف خود به وجود آورد، از سال ۱۹۹۴ تا به حال همیشه در انتخابات تحقیر شده و سرانجام به انحلال کشیده شد. آن‌ها تصمیم گرفتند تا در ۹ آوریل ۲۰۰۵ با ANC ادغام شوند. دیگر احزاب سیاسی اصلی در مجلس حزب آزادی اینکاتا که نماینده مردم زولو است و دموکرات‌های مستقل که به ترتیب ۶٫۹۷ و ۱٫۷ درصد آرا را در انتخابات ۲۰۰۴به دست آوردند.
در آفریقای جنوبی، بعد از نلسون ماندلا، تابو امبکی، گالیما موتلانته، جیکوب زوما و سیریل راماپوسا به ریاست جمهوری رسیدند.

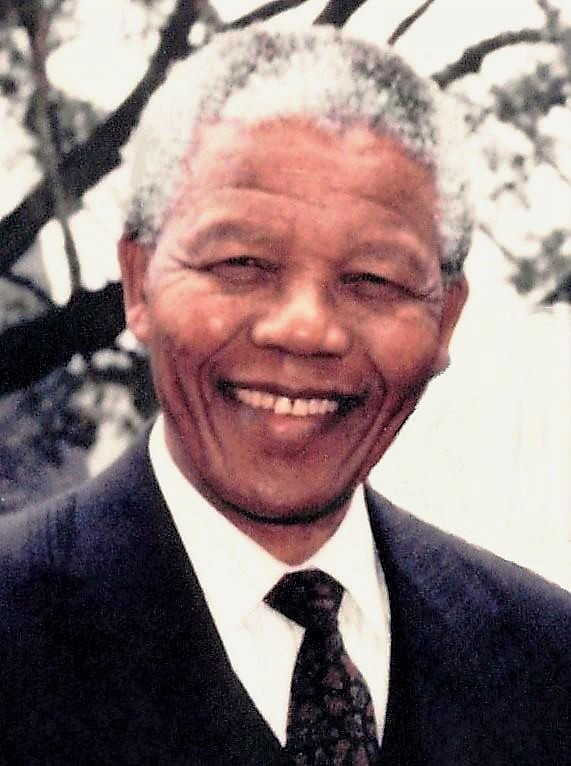
نلسون ماندلا
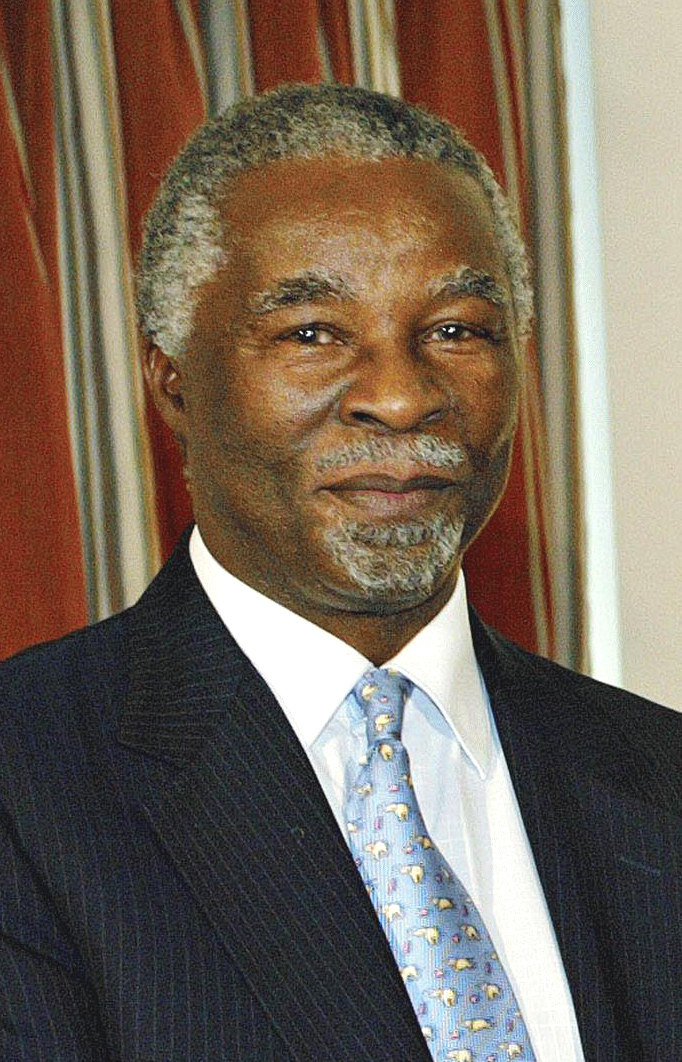
تابو امبکی
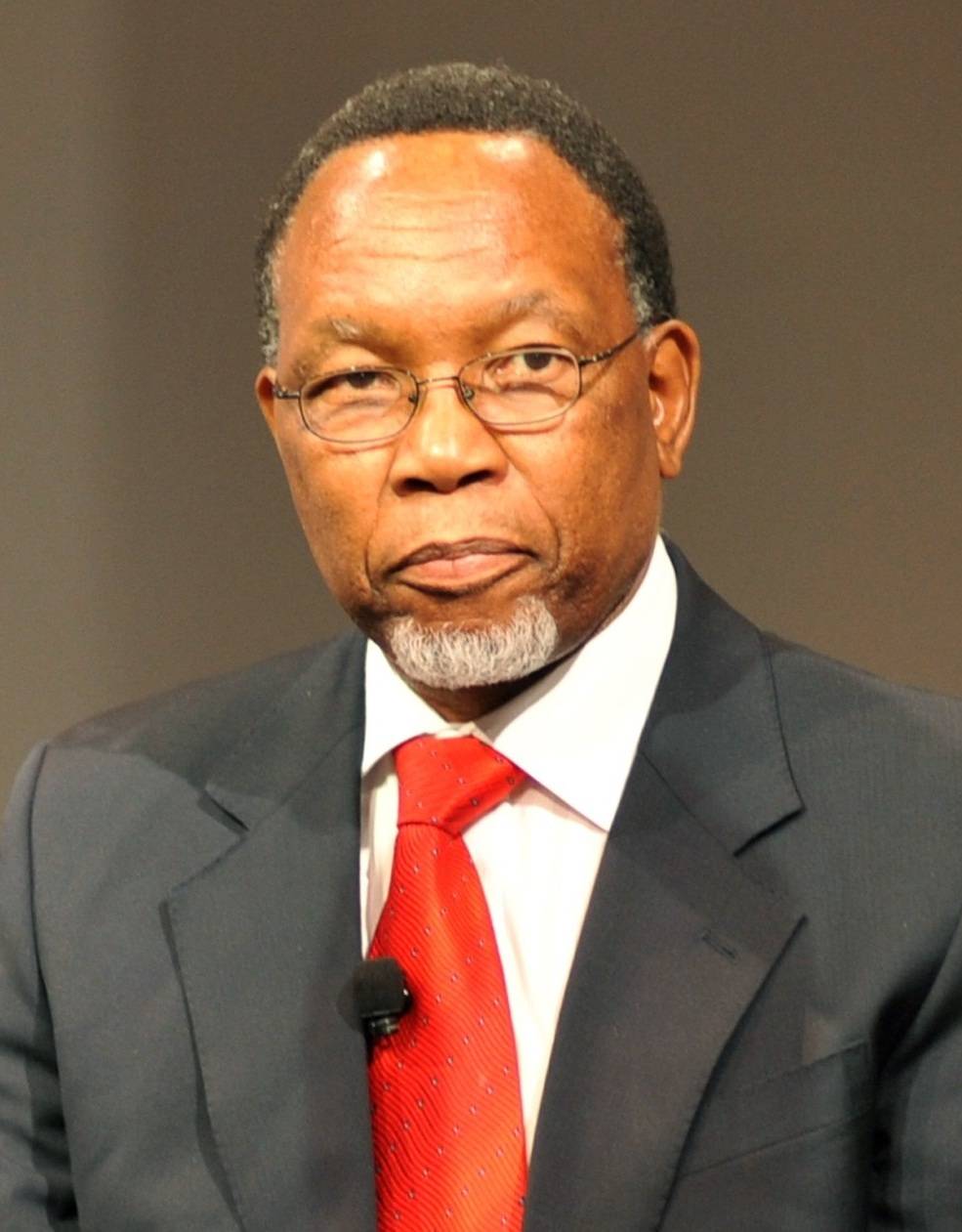
گالیما موتلانته
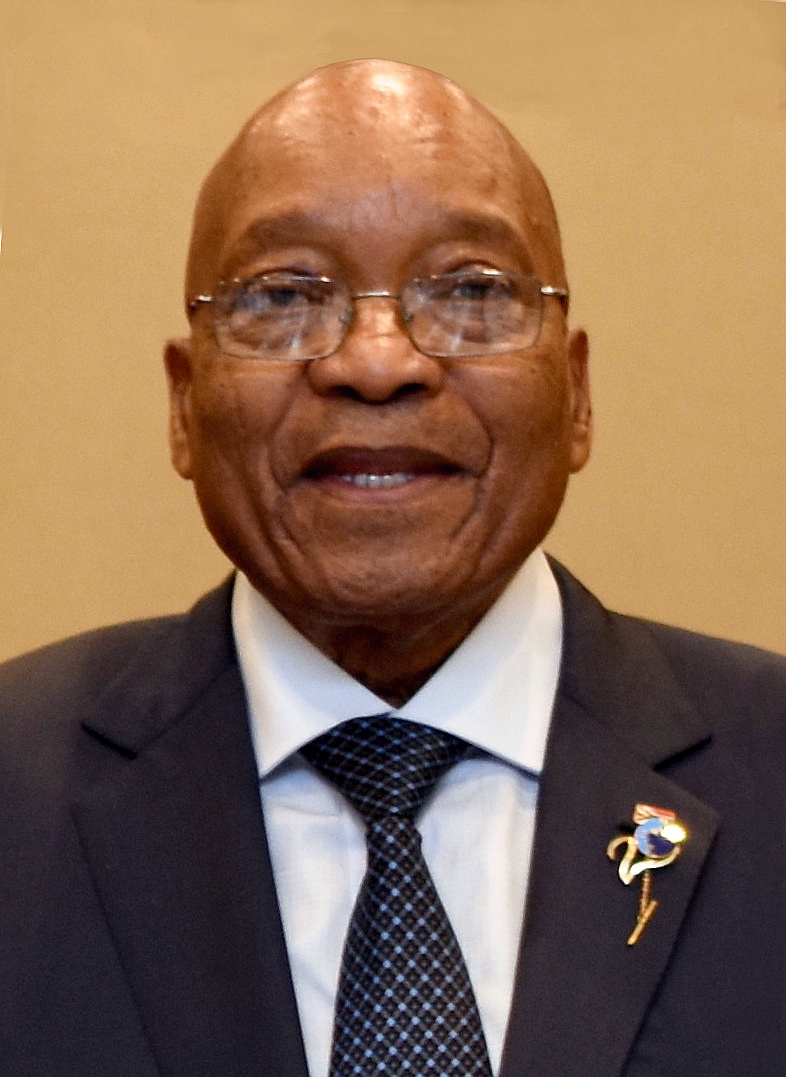
جیکوب زوما
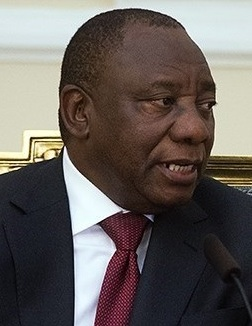
سیریل راماپوسا

## جغرافیا

### تقسیمات کشوری

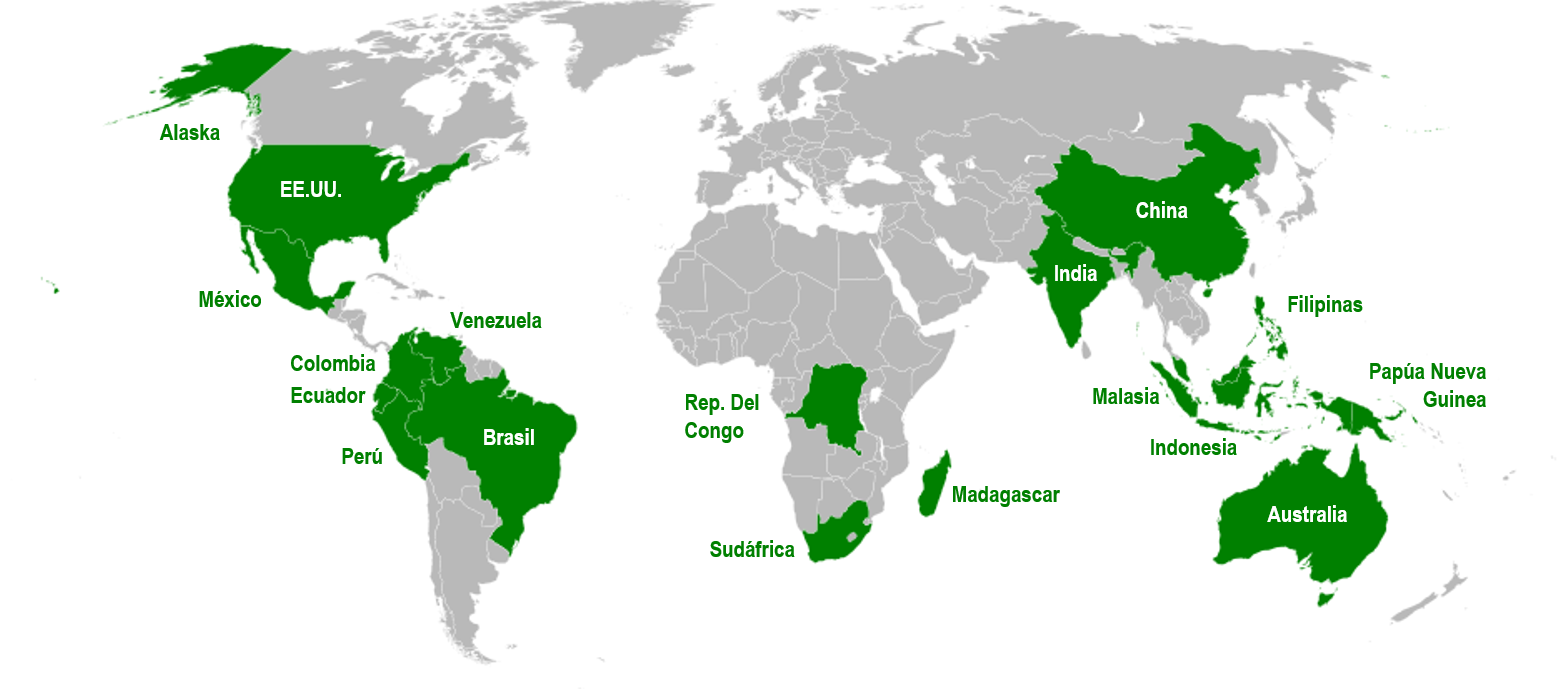
آفریقای جنوبی جزو کشورهای دارای تنوع زیستی کلان

هنگامی که آپارتاید در سال ۱۹۹۴ ملغی شد دولت ناچار شد تا بانتوسان‌های مستقل و نیمه‌مستقل قبلی را به ساختار سیاسی آفریقای جنوبی تبدیل کند. به همین دلیل چهار استان قبلی با نام‌های استان کیپ، استان کوازولو ناتال، ایالت آرنج فری و ترانس وال کنار گذاشته شدند و ۹ استان دیگر جایگزین آن‌ها شدند. این استان‌های جدید از استان‌های پیشین کوچک‌ترند که برای تخصیص منابع بیشتر این‌طور کوچک در نظر گرفته شده‌اند.
آفریقای جنوبی یک فرق نیز با سایر کشورها دارد. این کشور دارای ۳ پایتخت است. پرتوریا پایتخت اول آن است که قوه مجریه کشور در آن اقامت دارند. درواقع پرتوریا به عنوان پایتخت سیاسی آفریقای جنوبی شناخته می‌شود. کیپ تاون به عنوان دومین پایتخت پارلمان این کشور را در خود دارد و شهر لوم فونتین سومین پایتخت آفریقای جنوبی و محل قوه قضاییه این کشور است.
این ۹ استان به ۵۲ بخش تقسیم می‌شوند که ۶ تای آن‌ها شهرداری کلان‌شهرها و ۴۶ تای آن‌ها شهرداری بخش‌ها هستند. ۴۶ بخش‌داری خود به ۲۳۱ شهرداری تقسیم می‌شوند. بخش‌داری‌ها همچنین شامل ۲۰ بخش مدیریتی (که اغلب منطقه حفاظت‌شده هستند) هستند که مستقیماً توسط بخش‌داری‌ها اداره می‌شوند. ۶ شهرداری کلان‌شهر اعمال بخش‌ها و شهرداری‌های محلی را انجام می‌دهند.

### بزرگ‌ترین شهرها
| شهر             | جمعیت سال ۲۰۲۰ |
| --------------- | -------------- |
| کیپ تاون        | ۳٬۵۳۳٬۰۰۰      |
| دوربان          | ۳٬۱۲۰٬۰۰۰      |
| ژوهانسبورگ      | ۲٬۰۲۶٬۰۰۰      |
| سووتو           | ۱٬۶۹۵٬۰۰۰      |
| پرتوریا         | ۱٬۶۱۹٬۰۰۰      |
| پورت الیزابت    | ۹۶۸٬۰۰۰        |
| پیتر ماریتزبورگ | ۷۵۱٬۰۰۰        |
| ورینیگینگ       | ۴۷۵٬۰۰۰        |
| بلوم فونتین     | ۴۶۳٬۰۰۰        |

## قدرت نظامی

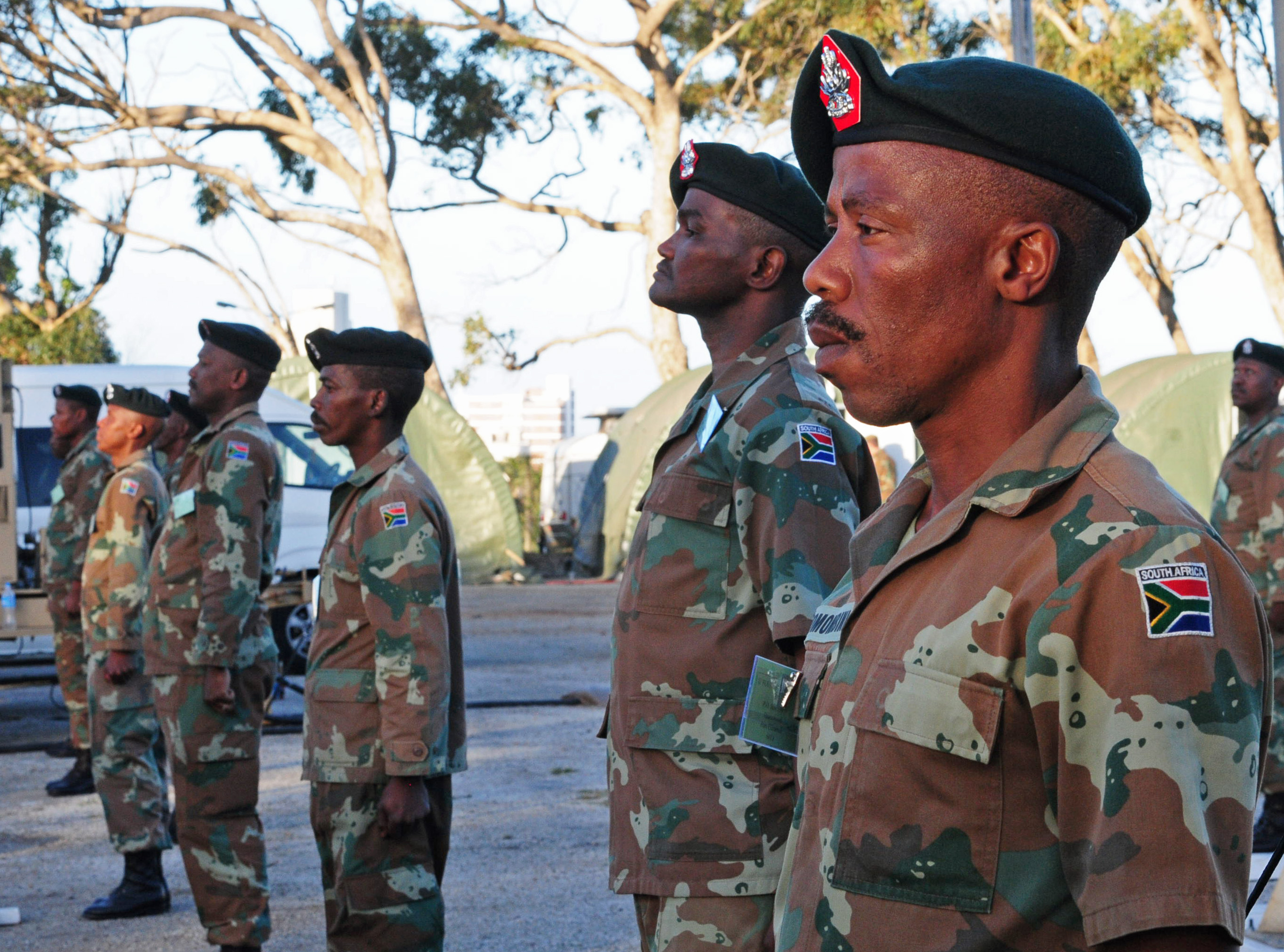
سربازهای نیروی دفاع ملی آفریقای جنوبی

نیروهای مسلح آفریقای جنوبی که به نیروی دفاع ملی آفریقای جنوبی (SANDF) معروف هستند در سال ۱۹۹۴به وجود آمدند. قبلاً نام آن‌ها نیروی دفاعی آفریقای جنوبی (SADF) بود و نیروی جدید هم SADF و هم نیروی نظامی سازمان‌های مبارز برای آزادی که به (MK) [Umkhonto we sizwe] معروفند ارتش آزادی‌خواهی مردمی آزانیان (APLA) و نیروهای دفاعی سابق (سرزمین مادری) را دربرمی گیرد. SANDF به چهار شاخه ارتش آفریقای جنوبی نیروی هوایی آفریقای جنوبی نیروی دریایی آفریقای جنوبی و خدمات بهداشتی نظامی آفریقای جنوبی تقسیم می‌شود.
در سالهای اخیر SANDF به عنوان نیروی اصلی حافظ صلح قاره آفریقا تبدیل شده و در عملیات‌های حفظ صلح سازمان ملل در جنگ‌های داخلی جمهوری دموکراتیک کنگو و بروندی شرکت کرده است. این ارتش بخشی از نیروهای صلح‌بان چندملیتی سازمان ملل است.
در دهه ۷۰ میلادی آفریقای جنوبی برنامهٔ تولید سلاح‌های هسته‌ای خود را آغاز کرد و ممکن است یک آزمایش هسته‌ای با نام واقعه Vela را در سال ۱۹۷۹ در اقیانوس اطلس اجرا کرده باشد، اما پس از آن برنامه هسته‌ای خود را کنار گذاشته و پیمان منع گسترش سلاح‌های هسته‌ای را در سال ۱۹۹۱ امضا کرد و زرادخانه کوچک خود را نابود نمود. این کشور تنها کشور آفریقایی است که توانسته سلاح اتمی تولید کند و تا امروز تنها کشوری در دنیاست که داوطلبانه زرادخانه جنگ‌افزار هسته‌ای خود را نابود نموده است.

## ورزش

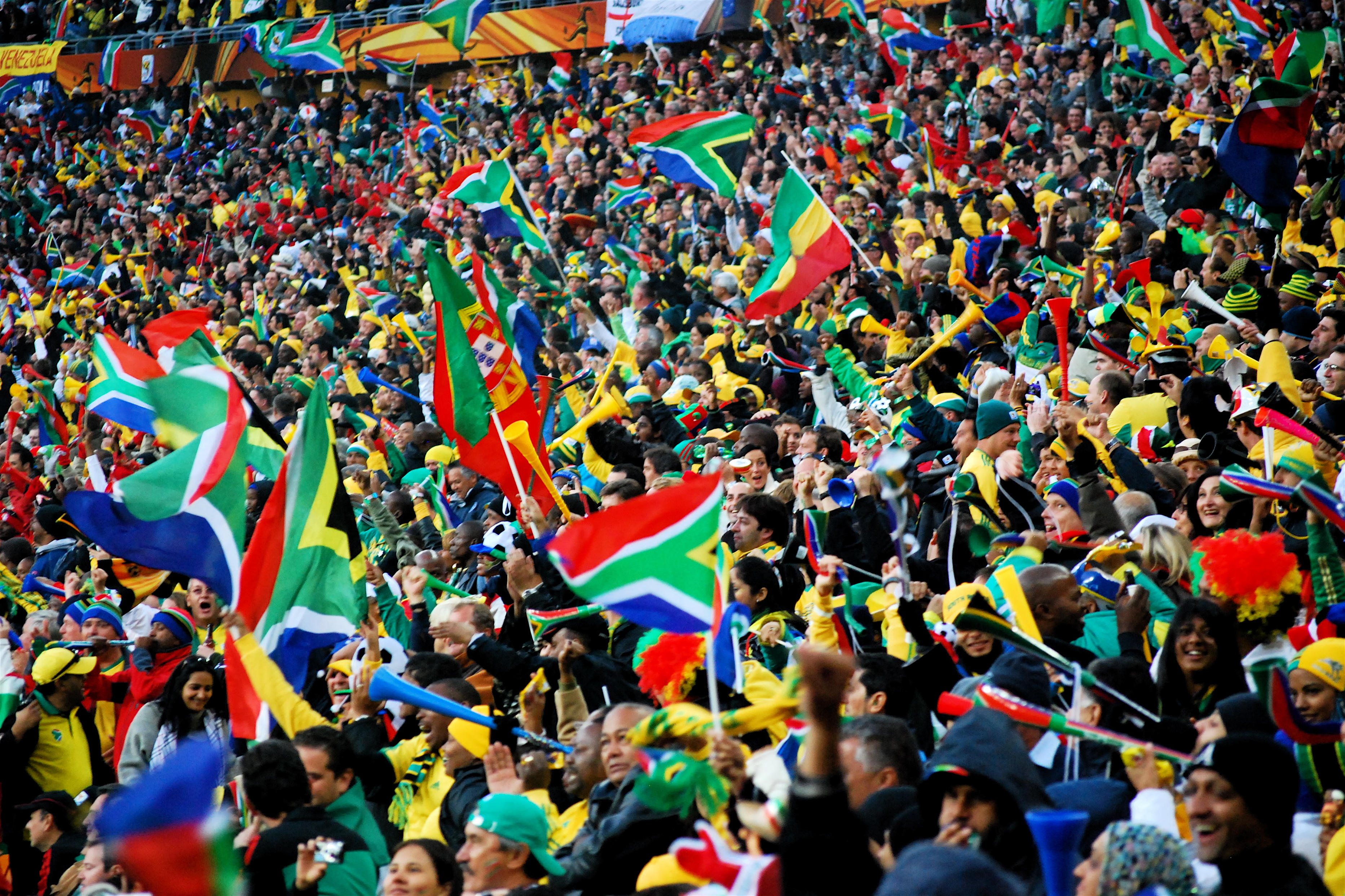
طرفداران تیم ملی آفریقای جنوبی در جام جهانی فوتبال ۲۰۱۰

راگبی ۱۵ نفره، فوتبال و کریکت سه ورزش محبوب در این کشور است. راگبی ورزش اول سفیدپوستان اروپایی‌تبار، فوتبال ورزش اول سیاهان آفریقایی‌تبار و کریکت محبوب‌ترین ورزش آسیایی‌های عمدتاً هندی‌تبار و سفیدپوستان انگلیسی‌زبان است. این کشور میزبان جام جهانی هر سه این رشته‌های ورزشی (جام جهانی فوتبال ۲۰۱۰، کریکت (۲۰۰۳ - مشترک با کنیا و زیمبابوه) و راگبی (۱۹۹۵)) بوده و دو قهرمانی در جام جهانی راگبی (۱۹۹۵ در اولین حضور و ۲۰۰۷) و سه بار حضور در نیمه‌نهایی جام جهانی کریکت (۱۹۹۲، ۱۹۹۹ و ۲۰۰۷) را به دست آورده است. هاکی روی چمن، دو و میدانی، مشت‌زنی، شنا، گلف و موج‌سواری از دیگر رشته‌های ورزشی محبوب در این کشور است.

## آموزش و پرورش

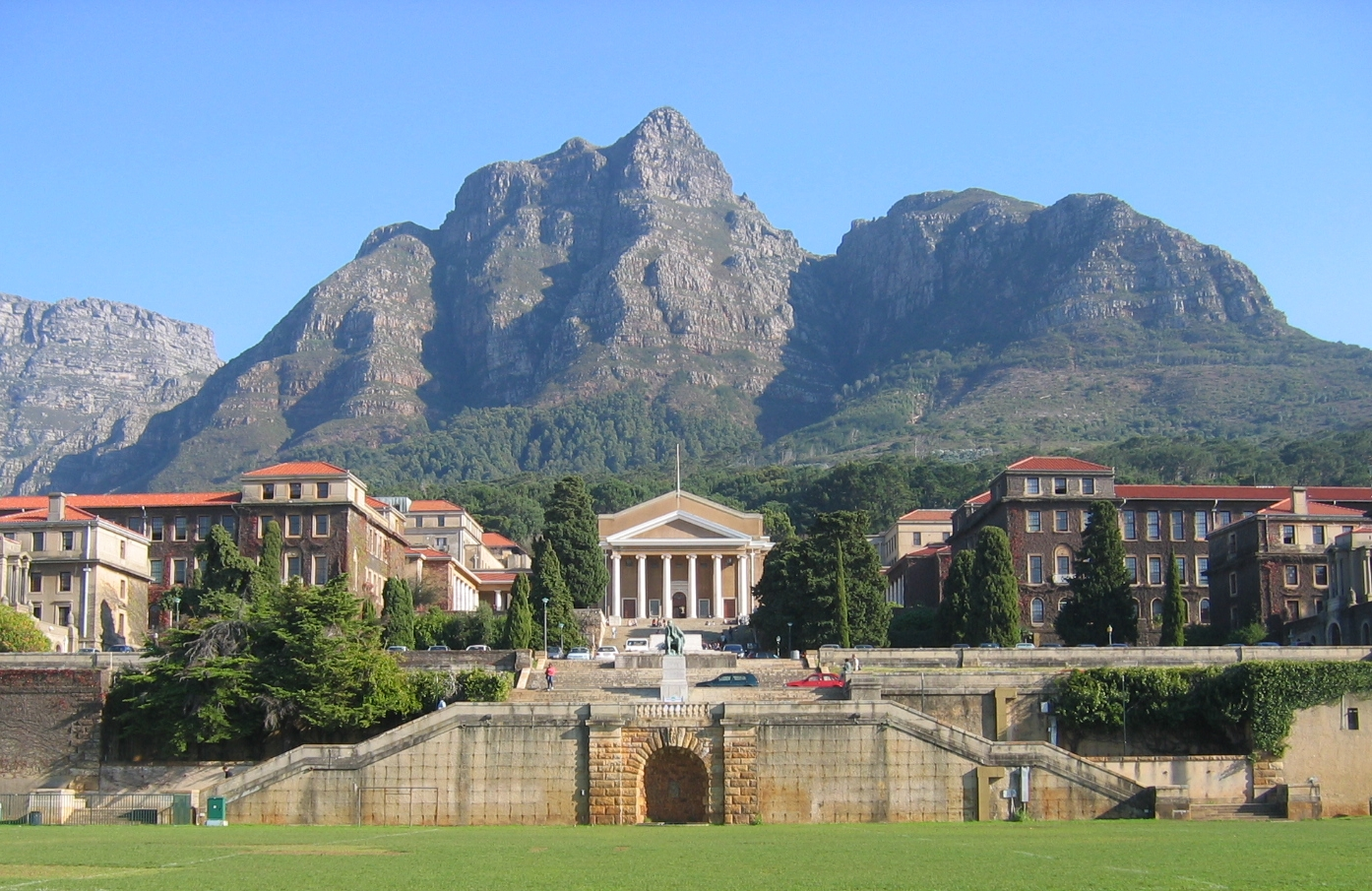
دانشگاه کیپ‌تاون تأسیس شده در اکتبر ۱۸۲۹

مقطع ابتدایی ۷ سال نخست آموزش و پرورش این کشور را دارد. در عصر آپارتاید مدارس سیاهان با بودجهٔ ناکافی روزگار سپری می‌کردند.
آفریقای جنوبی دانشگاه‌های زیاد و همچنین بزرگی دارد. آموزش‌ها به زبان آفریکانس می‌باشد.
این کشور در سال‌های ۰۵–۲۰۰۲ میزان ۵٫۴٪ از تولید ناخالص ملی خود را صرف آموزش و پرورش خود کرده بود.

## اقتصاد

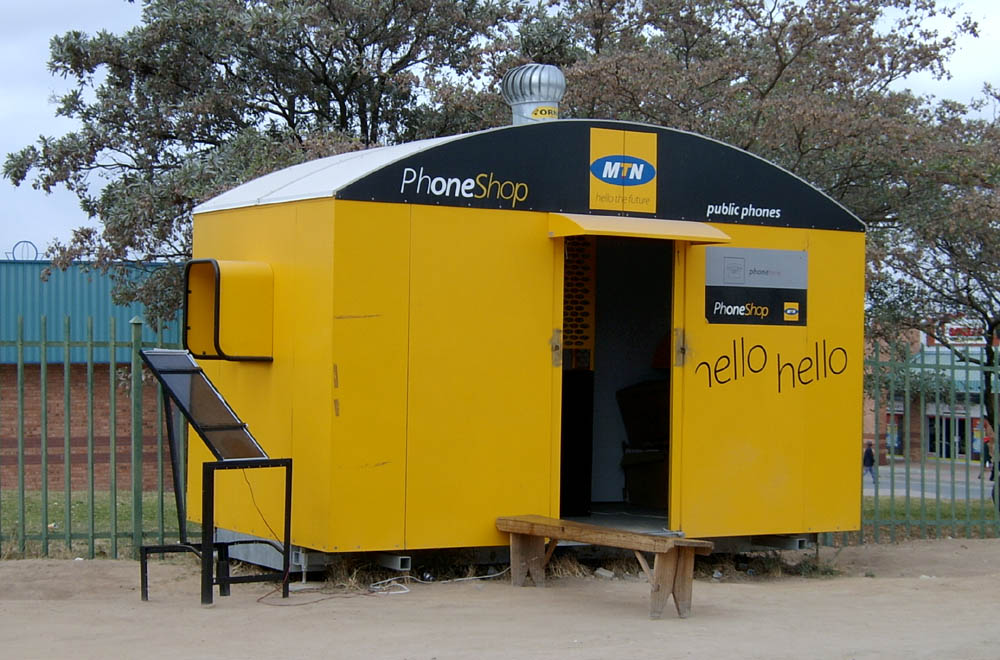
گروه ام‌تی‌ان

آفریقای جنوبی بزرگ‌ترین صادرکننده طلا (که معمولاً حدود ۴۰ درصد صادرات آفریقای جنوبی را تشکیل می‌دهد) در جهان است و دارای ۴۰ درصد از کل ذخائر طلای جهان و ۲۸ درصد از کل تولید طلا در جهان می‌باشد.
واحد پول این کشور راند نام دارد. هر راند معادل ۰٫۰۶۸ دلار آمریکاست و هر دلار آمریکا معادل ۱۴٫۶۱ راند است. (آوریل ۲۰۲۲).

## کشاورزی

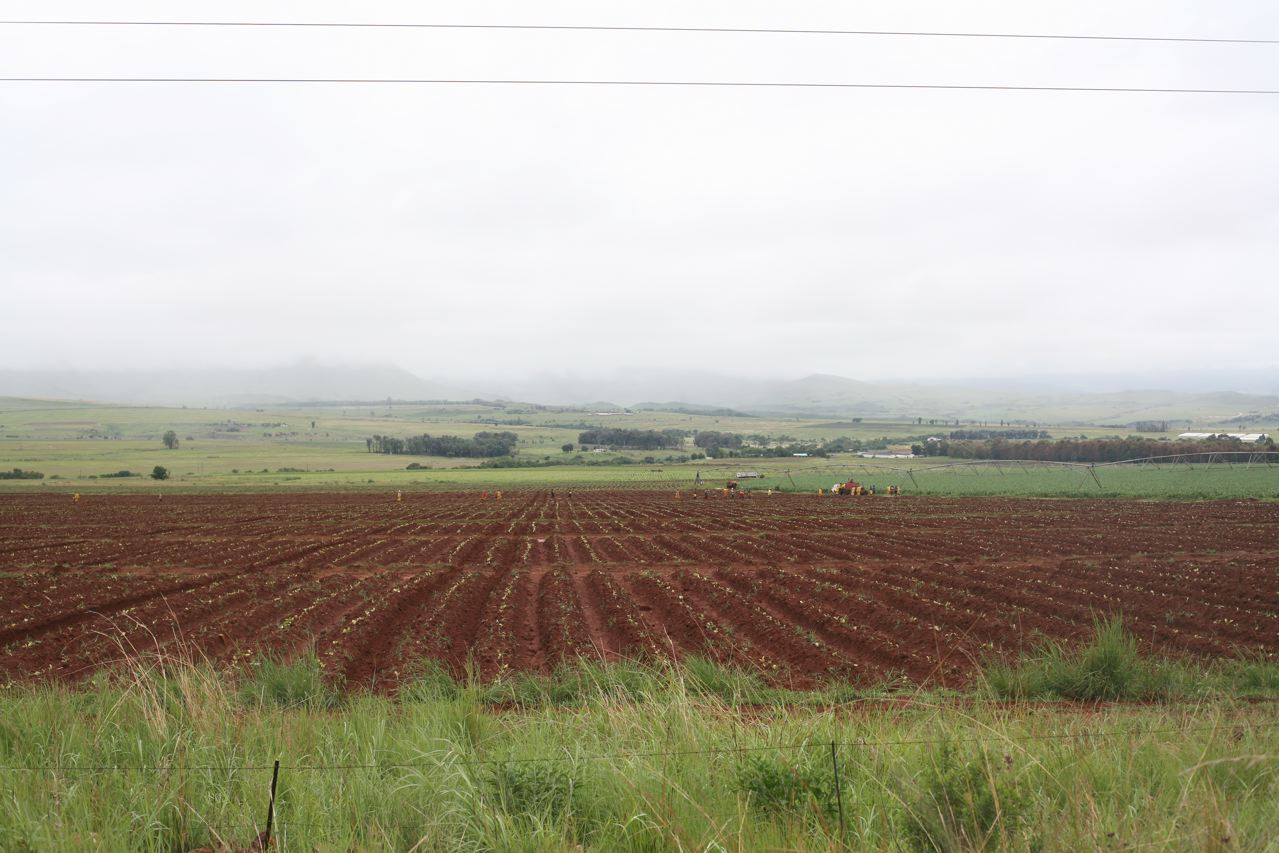
کارگران در حال کاشت در مزرعه‌ای در منطقه مرکزی ام پومالانگا

این کشور از تولیدکنندگان عمده اورانیوم، سنگ سرمه، پلاتین و زغال سنگ (که سه چهارم نیاز کشور به انرژی را تأمین می‌کند)، الماس، آلومینیوم و سیلیکات آلومینیوم، پنبه نسوز، کروم، مس، سنگ آهن، سرب، منگنز، فسفات، سیلیکوم، نقره، تیتانیوم، روی و غیره می‌باشد. بخش صنعتی شامل صنایع شیمیایی، غذایی، نساجی، وسایل نقلیه موتوری و مهندسی برق است.
کشاورزی و دامداری نیز یک سوم صادرات آفریقای جنوبی را تشکیل می‌دهد و تولیدات آن شامل میوه، پشم و ذرت است.
سطح زندگی در این کشور در قاره آفریقا بالاترین است، ولی توزیع آن میان سفید پوستان و غیر سفید پوستان بسیار نابرابر است. انصراف بعضی از سرمایه گذاران خارجی تلاش به سوی خود کفایی را افزایش داده است.

## مردم

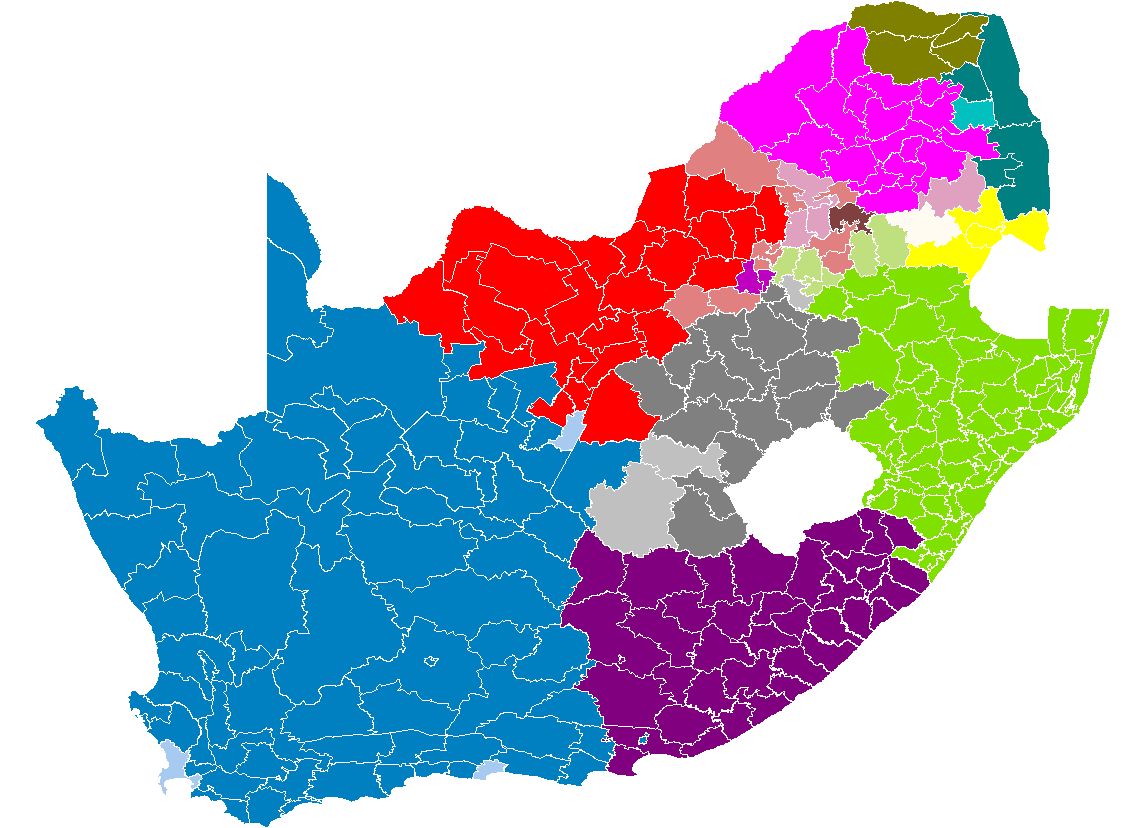
نقشه‌ای که در آن زبان‌های آفریقای جنوبی نمایش داده شده است: رنگ‌های روشن‌تر نشان‌دهنده کثرت کمتر است. آفریکانس به رنگ آبی، دبل (Ndebele) به رنگ قهوه‌ای، زبان سوتوی شمالی به رنگ صورتی سوتوی جنوبی به رنگ خاکستری، زبان سواتی به رنگ زرد، زبان تسونگا (Tsonga) به رنگ بنفش، زبان تسوانا به رنگ قرمز، زبان وندا به رنگ زیتونی، زبان خوسا به رنگ ارغوانی، و زبان زولو (Zulu) به رنگ سبز

### زبان‌ها
آفریقای جنوبی ۱۱ زبان رسمی دارد: زبان آفریکانس انگلیسی هند از لحاظ تعداد زبان‌ها در رتبه اول است و پس از آن آفریقای جنوبی قرار دارد. زبان انگلیسی در سراسر جهان و از جمله آفریقای جنوبی گویشوران زیادی دارد، اما پر متکلمترین زبان آفریقای جنوبی به‌شمار نمی‌آید. ۱۱ نام رسمی برای آفریقای جنوبی وجود دارد که به ازای هر زبان یک نام مستقل در نظر گرفته شده است.
همچنین در این کشور ۹ زبان رسمی آفریقایی وجود دارد: زبان فاناگالو، زبان خوئی، زبان لوبدو، زبان خوسا، زبان ناما زبان دبل شمالی، زبان فوتی زبان نس و زبان اشاره‌ای آفریقای جنوبی. این زبان‌ها گاهی در مقاله‌های رسمی به کار گرفته می‌شوند. شهرت آن‌ها و تعداد مکان‌های رسمی به کار گرفته می‌شوند. شهرت آن‌ها و تعداد گویشوران‌شان کم است.
بسیاری از زبان‌های غیررسمی قبیله‌های سان و خوی خوی شامل لهجههای محلی است که به سمت شمال کشور یعنی نامیبیا و بوتسوانا هم کشیده شده‌اند. مردم این کشورها از لحاظ قبیله با بقیه آفریقایی تفاوت دارند و به عنوان جوامع شکارچی معروف هستند. آن‌ها به حاشیه رانده شده‌اند. اغلب زبان‌های شان در حال تبدیل شدن به زبان‌های انقراض یافته است.
بسیاری از سفید پوستان آفریقای جنوبی به زبان‌های اروپایی مانند پرتغالی (که سیاه پوستان آنگولا و موزامبیک هم به آن سخن می‌گویند) آلمانی و یونانی صحبت می‌کنند و بسیاری از آسیایی‌های مقیم آفریقای جنوبی و هندی‌ها به زبان‌های آسیای جنوبی مانند هندی گوجاراتی و زبان تامیل صحبت می‌کنند.

## فرهنگ

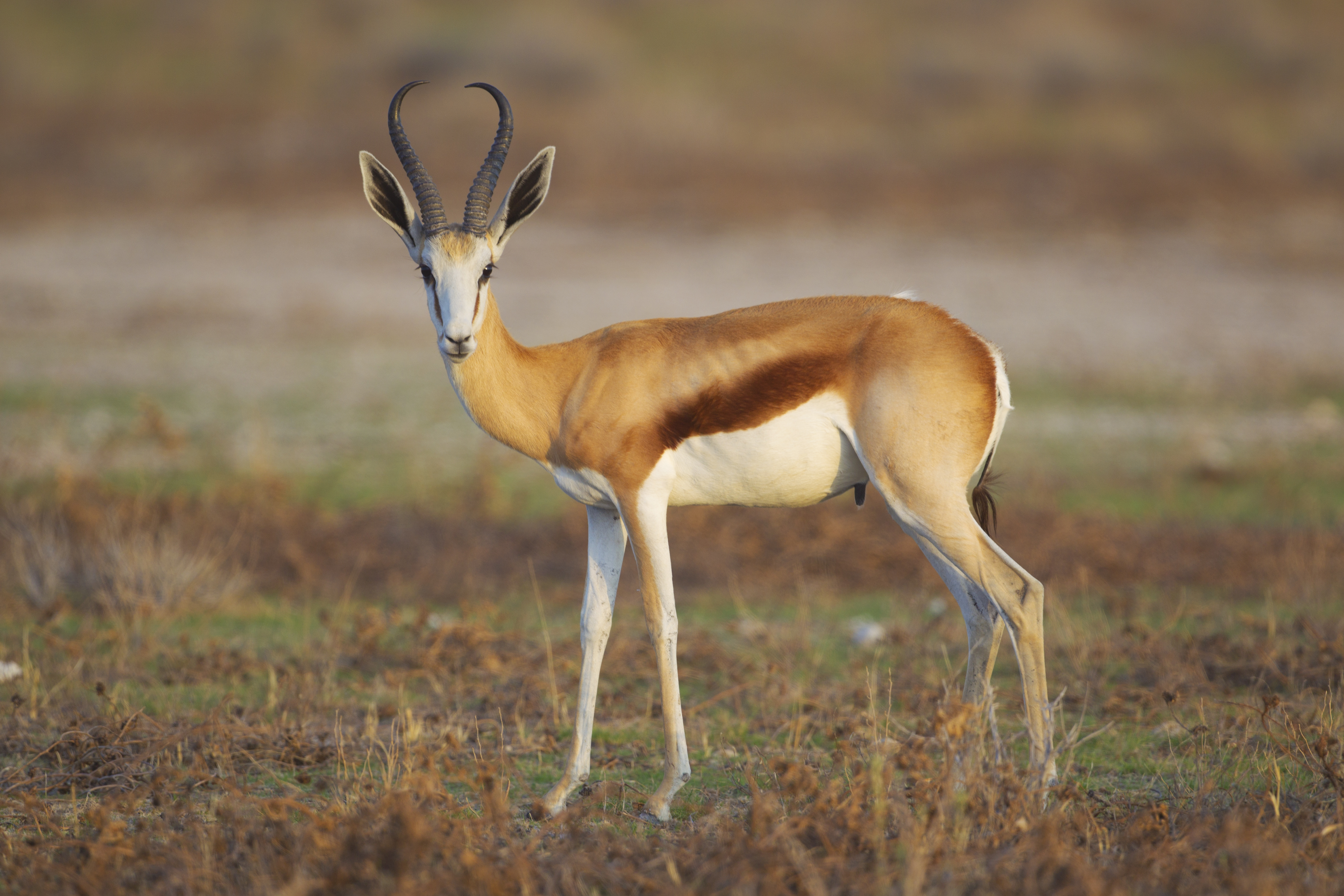
غزال جهنده حیوان ملی آفریقای جنوبی

به علت تنوع نژادی در کشور آفریقای جنوبی، فرهنگ «واحدی» در این کشور نمی‌توان یافت. امروزه تنوع غذایی در این کشور که متأثر از فرهنگ‌های مختلف حاضر در آن است باعث شده جهانگردان و حتی به سرمایه‌گذاری در تهیه آن دست بزنند. علاوه بر غذا، موسیقی و رقص هم از نمادهای فرهنگی این کشور هستند.
غذاهای سنتی آفریقای جنوبی از جمله جاذبه‌های فرهنگی اصیل و کهن این کشور است. هرساله گردشگران زیادی برای امتحان کردن این غذاهای خوش طعم به آفریقای جنوبی سفر می‌کنند.

### دین
بر اساس سرشماری سال ۲۰۰۱، مسیحیان ۷۹٫۸ درصد از جمعیت آفریقای جنوبی را تشکیل می‌دهند. بر اساس این آمار، مسلمانان ۱٫۶ درصد، هندوها ۱٫۲٪، دین سنتی آفریقایی ۰٫۳٪ و یهودیت ۰٫۲ درصد جمعیت این کشورند. همچنین از میان جمعیت این کشور ۱۵٪ هیچ وابستگی مذهبی نداشته، ۰٫۶٪ از سایر ادیان و ۱٫۴٪ نامشخصند.

### مردم
مردم آفریقای جنوبی دارای جمعیتی بیش از ۴۷ میلیون باریشه‌ها، فرهنگها زبان‌ها و عقاید مختلف است سرشماری محاسبات آفریقای جنوبی در سال ۲۰۰۵ پنج رده نژادی را به‌دست داد که افراد می‌توانند با آن خود را طبقه‌بندی کنند؛ که آخرین رده‌بندی با عنوان مشخص نشده / دیگری پاسخ چندانی در برنداشت و نتایج آن رده‌بندی حذف شدند.

## شیوع ویروس کرونا

آمار شیوع کرونا در آفریقای جنوبی

شیوع ویروس کرونا در همه جهان در حال افزایش بود که یکی دیگر از کشورهایی که شیوع کرونا در آنجا بیشتر دیده می شد، کشور آفریقای جنوبی می‌باشد.  بیش از ۱ میلیون نفر در این کشور به ویروس کرونا مبتلا شده بودند که از این ۱۳۵۶۷ نفر جان باختند و بیش از۸۶۹ هزار نفر بهبود یافتند. کشور آفریقای جنوبی از نظر شیوع کرونا در جهان در رتبه دوازدهم فهرست قرار داشت.

### دولت
- دولت آفریقای جنوبی به صورت آنلاین سایت رسمی دولتی
- آفریقای جنوبی پارلمان سایت رسمی
- آفریقای جنوبی[پیوند مرده] سایت رسمی دولتی
- خدمات پلیس آفریقای جنوبی